# Суинхо, Роберт
Роберт Суи́нхо (другие варианты транскрипции фамилии: Суи́нго, Сви́нхо, Сви́нго, Свинхое, Свингое, Свайно; англ. Robert Swinhoe), — британский натуралист, орнитолог и зоолог.

## Биография
Родился в Калькутте (Индия), учился в университете Лондона, в 1854 году присоединился к консульскому корпусу в Китае. В свободное время в Китае он собирал природно-исторические экземпляры, и так как многие из посещённых им областей никогда ещё не были доступны раньше для западноевропейских исследователей; многие из собранных им видов были новыми для науки. Как орнитолог он собрал многие обнаруженные им виды птиц, а также рыб, насекомых и млекопитающих.
В 1862 году он вернулся со своей коллекцией в Англию. Джон Гульд представил многих из обнаруженных им птиц в своём произведении «Birds of Asia» (1863).
Брат лепидоптеролога Чарлза Суинхо.

## Названы в честь Свайно
Многие виды животных были названы в честь Свайно, например, свайнова лофура (Lophura swinhoii), Capricornis swinhoei.
В честь Свайно назван один из встречающихся в Китае видов рода Пиерис из семейства Вересковые — Pieris swinhoei Hemsl. (1889).